# EUjet
EUjet (kod linii IATA: VE / kod linii ICAO: EUJ) – nieistniejące irlandzkie tanie linie lotnicze. Firma oferowała połączenia ze swojej głównej bazy w Shannon i węzła w Manston, Kent.
Firma rozpoczęła działalność w maju 2003 roku, na początku oferując jedynie loty czarterowe. We wrześniu 2004 EUjet uruchomiła regularne rejsy. W styczniu 2005 roku linia została sprzedana brytyjskiej spółce PlaneStation za 10 milionów euro. W lipcu tego samego roku, PlaneStation, która była również właścicielem portu lotniczego Kent, zbankrutowała, co zmusiło EUjet do zawieszenia działalności.
Flotę EUjet tworzyło sześć samolotów Fokker F100. 